# نارونیان
ناروَنیان (Ulmaceae) تیره‌ای از گل‌سرخ‌سانان درختی یا درختچه‌ای همیشه‌سبز یا خزان‌دار است با پانزده سرده و ۲۰۰ گونه که در نواحی معتدل شمالی می‌رویند؛ برگ‌های آن‌ها معمولاً ساده با آرایش متناوب و حاشیه‌ای صاف یا دندانه‌دار و قاعده‌ای معمولاً نامتقارن است.